# 岩田勝
岩田 勝（いわた まさる、1926年 - 1994年）は、日本の民俗学者。特に神楽の分野で功績を残している。

## 略歴
広島県福山市出身。旧制下関中学校卒。郵政公務員。
「広島民俗」「山陰民俗」「岡山民俗」に神楽に関する論文を投稿。
1983年「神楽源流考」を上梓。
早稲田大学非常勤講師。勲四等瑞宝章。

## 学説
岩田は神楽を託宣型と悪霊強制型に分類した。悪霊強制型は祟る神を守護神として転化して祀る型と依代に憑依せしめ攘却する型とに分類される。この悪霊鎮送説はそれまで神楽の根源と考えられてきた「籠ることで善神を身体に付着させて生命の更新を図る」という神座鎮魂論に対立する説となった。

## 著書
- 『神楽源流考』名著出版　1983
- 『神楽新考』名著出版　1992

## 編著
- 『中国地方神楽祭文集　伝承文学資料集成　第十六輯』三弥井書店　1990
- 『神楽・歴史民俗論集１』名著出版　1990